# Famille Ghermezian
La famille Ghermezian est une famille irano-canadienne, d'origine juive iranienne qui ont développé plusieurs des plus grands centres commerciaux du monde. Les propriétés de la famille comprennent le Mall of America à Bloomington, Minnesota et le West Edmonton Mall à Edmonton, Alberta,.

## Origines
Le patriarche de la famille, Jacob Ghermezian, (1902-2000) est parti de l'Iran pour le Canada avec ses quatre fils en 1964. La société familale Triple Five est créée en 1972. Ses fils, Eskandar, Nader, Raphael et Bahman ont transformé l'entreprise de vente de tapis en un empire de l'immobilier et de la construction.
La famille Ghermezian acquiert des terres dans la région d'Edmonton et y fait bâtir centres commerciaux, résidences et bureaux. Elle y fait bâtir le West Edmonton Mall qui ouvre en 1981. En quelques années, le nouveau centre commercial absorbe 25% des ventes en boutique de la zone métropolitaine d'Edmonton et dynamise le tourisme de la ville. La famille Ghermezian ouvre ensuite le Mall of America à Bloomington en 1992.
La famille s'est aussi fait connaître pour avoir lancé de nombreux projets de méga-développements abandonnés.

## Membre notable de la famille
- Jacob Ghermezian (1902-2 janvier 2000): Fondateur du groupe familial[6]
- Mark Ghermezian: fondateur et PDG d'Appboy[7].